# Quintetto ideale della Liga ACB 2010-2020
Cestisti inseriti nell'Quintetto ideale della Liga ACB per il periodo 2010-2020.

## Elenco
| Grassetto | Vincitore della Liga ACB MVP |

| Stagione |                        |                         |                        |                    |
| Stagione | 1º quintetto           | 1º quintetto            | 2º quintetto           | 2º quintetto       |
| Stagione | Giocatore              | Squadra                 | Giocatore              | Squadra            |
| -------- | ---------------------- | ----------------------- | ---------------------- | ------------------ |
| 2010-11  | Marcelinho Huertas (2) | Caja Laboral Baskonia   |                        |                    |
| 2010-11  | Jaycee Carroll         | Gran Canaria 2014       |                        |                    |
| 2010-11  | Fernando San Emeterio  | Caja Laboral Baskonia   |                        |                    |
| 2010-11  | Nik Caner-Medley       | Asefa Estudiantes       |                        |                    |
| 2010-11  | Ante Tomic             | Real Madrid             |                        |                    |
| 2011-12  | Sergio Llull           | Real Madrid             |                        |                    |
| 2011-12  | Sergi Vidal            | Lagun Aro GBC           |                        |                    |
| 2011-12  | Andy Panko             | Lagun Aro GBC           |                        |                    |
| 2011-12  | Mirza Teletović        | Caja Laboral Baskonia   |                        |                    |
| 2011-12  | Erazem Lorbek (2)      | FC Barcelona            |                        |                    |
| 2012-13  | Sergio Rodríguez       | Real Madrid             |                        |                    |
| 2012-13  | Rudy Fernández (3)     | Real Madrid             |                        |                    |
| 2012-13  | Andrés Nocioni (2)     | Laboral Kutxa           |                        |                    |
| 2012-13  | Nikola Mirotić         | Real Madrid             |                        |                    |
| 2012-13  | Ante Tomić (2)         | FC Barcelona            |                        |                    |
| 2013-14  | Sergio Rodríguez (2)   | Real Madrid             |                        |                    |
| 2013-14  | Rudy Fernández (4)     | Real Madrid             |                        |                    |
| 2013-14  | Romain Sato            | Valencia                |                        |                    |
| 2013-14  | Nikola Mirotić (2)     | Real Madrid             |                        |                    |
| 2013-14  | Justin Doellman        | Valencia                |                        |                    |
| 2014-15  | Jayson Granger         | Unicaja Málaga          |                        |                    |
| 2014-15  | Sergio Llull (2)       | Real Madrid             |                        |                    |
| 2014-15  | Pau Ribas              | Valencia                |                        |                    |
| 2014-15  | Felipe Reyes           | Real Madrid             |                        |                    |
| 2014-15  | Marko Todorović        | Bilbao Basket           |                        |                    |
| 2015-16  | Sergio Rodríguez (3)   | Real Madrid             |                        |                    |
| 2015-16  | Darius Adams           | Laboral Kutxa Baskonia  |                        |                    |
| 2015-16  | Álex Mumbrú            | Dominion Bilbao Basket  |                        |                    |
| 2015-16  | Iōannīs Bourousīs      | Laboral Kutxa Baskonia  |                        |                    |
| 2015-16  | Justin Hamilton        | Valencia                |                        |                    |
| 2016-17  | Sergio Llull (3)       | Real Madrid             | Shane Larkin           | Saski Baskonia     |
| 2016-17  | Edwin Jackson          | Movistar Estudiantes    | Facundo Campazzo       | UCAM Murcia        |
| 2016-17  | Ádám Hanga             | Saski Baskonia          | Nemanja Nedović        | Unicaja Málaga     |
| 2016-17  | Bojan Dubljević        | Valencia                | Anthony Randolph       | Real Madrid        |
| 2016-17  | Giorgi Shermadini      | MoraBanc Andorra        | Ante Tomić (3)         | Barcelona Lassa    |
| 2017-18  | Luka Dončić            | Real Madrid             | Facundo Campazzo (2)   | Real Madrid        |
| 2017-18  | Gary Neal              | Tecnyconta Zaragoza     | Thomas Heurtel         | Barcelona Lassa    |
| 2017-18  | Sylven Landesberg      | Movistar Estudiantes    | Mateusz Ponitka        | Iberostar Tenerife |
| 2017-18  | Tornik'e Shengelia     | Kirolbet Baskonia       | Bojan Dubljević (2)    | Valencia           |
| 2017-18  | Henk Norel             | Delteco GBC             | Ante Tomić (4)         | Barcelona Lassa    |
| 2018-19  | Nicolás Laprovíttola   | Divina Seguros Joventut | Thomas Heurtel (2)     | Barcelona Lassa    |
| 2018-19  | Facundo Campazzo (3)   | Real Madrid             | Javier Beirán          | Iberostar Tenerife |
| 2018-19  | Stan Okoye             | Tecnyconta Zaragoza     | Jaime Fernández        | Unicaja Málaga     |
| 2018-19  | Bojan Dubljević (3)    | Valencia                | Tornik'e Shengelia (2) | Kirolbet Baskonia  |
| 2018-19  | Walter Tavares         | Real Madrid             | Vincent Poirier        | Kirolbet Baskonia  |
| 2019-20  | Facundo Campazzo (4)   | Real Madrid             | Marcelinho Huertas (3) | Iberostar Tenerife |
| 2019-20  | Klemen Prepelič        | Joventut Badalona       | Ádám Hanga (2)         | Barcelona          |
| 2019-20  | Axel Bouteille         | Unicaja Málaga          | Alberto Abalde         | Valencia           |
| 2019-20  | Nikola Mirotić (3)     | Real Madrid             | Tornik'e Shengelia (3) | Kirolbet Baskonia  |
| 2019-20  | Giorgi Shermadini (2)  | Iberostar Tenerife      | Walter Tavares (2)     | Real Madrid        |